# Thomisus transversus
Thomisus transversus là một loài nhện trong họ Thomisidae.
Loài này thuộc chi Thomisus. Thomisus transversus được Irving Fox miêu tả năm 1937.